# ビーチバスケットボール
ビーチバスケットボールは、バスケットボールから派生した球技の一つであり、ビーチスポーツの一つである。円形の砂浜のコートで、得点を競い合う。

## 歴史
1980年代にアメリカアラバマ州ガルフショアの学校の体育教師フィリップ・ブライアントによって行われたのが、ビーチバスケットボールの起源とされている。
世界ビーチバスケットボール協会（WBBA）が発足し、世界選手権が行われる規模に成長した。

## ルール
- 円形の砂浜のコートで行う。
- バックボードのないゴールを使用。
- アウト・オブ・バウンズが適用されない。
- 円の内側からのシュートは2点、外側からのシュートは3点。
- ドリブルはせず、パスと2.5歩のステップでボールを回す。

など、通常のルールとは若干異なる。